# HD 111232
HD 111232 (HIP 62534 / CPD-67 2079) es una estrella en la constelación de Musca. Situada cerca del centro de la misma al este de α Muscae, sur de β Muscae y noroeste de δ Muscae, tiene magnitud aparente +7,61, por lo que no es visible a simple vista. Se encuentra a 95 años luz de distancia del sistema solar. En 2004 se anunció el descubrimiento de un planeta extrasolar orbitando alrededor de esta estrella.
HD 111232 es una enana amarilla de tipo espectral G5V, también clasificada como G8V.
Su temperatura efectiva es de 5585 ± 50 K y brilla con el 68% de la luminosidad solar. Con una masa probable en torno al 90% de la masa solar, su diámetro es un 8% inferior al del Sol.
Completa una vuelta sobre sí misma cada 30,6 días.
No existe consenso en cuanto a su edad; un estudio le atribuye una edad intermedia de aproximadamente 5170 millones de años, mientras que otro la considera una estrella considerablemente más antigua de 9650 millones de años de edad.
La metalicidad de HD 111232, basada en su abundancia relativa de hierro, es sólo el 35% de la que tiene el Sol ([Fe/H] = -0,45).
Igualmente está empobrecida en otros elementos, siendo especialmente bajo el contenido relativo de manganeso ([Mn/H] = -0,57).
Se piensa que, a diferencia del Sol, puede ser una estrella del disco grueso.

## Sistema planetario
El planeta, denominado HD 111232 b, fue descubierto en 2004, como la mayor parte de los planetas extrasolares, por el método de velocidades radiales. Su masa mínima es 6,8 veces mayor que la masa de Júpiter. Gira en una órbita excéntrica (ε = 0,2) a una distancia de la estrella aproximadamente el doble de la que separa la Tierra del Sol. La órbita de un hipotético planeta en la zona de habitabilidad —situada en torno a 0,8 UA de la estrella— probablemente se habría visto afectada por la presencia de HD 111232 b.
| Acompañante (En orden desde la estrella) | Masa (MJ) | Período orbital (días) | Semieje mayor (UA) | Excentricidad |
| ---------------------------------------- | --------- | ---------------------- | ------------------ | ------------- |
| HD 111232 b                              | > 6,8     | 1143 ± 14              | 1,97               | 0,2 ± 0,01    |